# Karneval i Venedig
Karneval i Venedig är en folkvisa som särskilt förknippas med texten "Min hatt den har tre kanter". En serie av variationer på temat har komponerats för solotrumpet som uppvisningsstycken som består i virtuosa uppvisningar i spelteknik med dubbel- och trippeltunga och snabba tempi.
Bland de mest kända variationerna finns tonsättningar av Jean-Baptiste Arban, Del Staigers, Herbert L. Clarke för kornett, trumpet och euphonium, av Francisco Tarrega och Johann Kaspar Mertz för klassisk gitarr, och Ignace Gibsone för piano. Även Chopins "Souvenir de Paganini", tillägnade Niccolò Paganini är variationer på detta tema.